# Alejandro Acobino
Alejandro Acobino ( Buenos Aires, Argentina, 13 de octubre de 1969- ibídem, 31 de octubre de 2011) fue un actor, director de teatro y dramaturgo que escribió varias obras que fueron representadas y galardonadas con diferentes premios.

## Actividad profesional
Nació en un hogar de clase media donde aprendió a amar la música y los libros. Le gustaba crear cuentos y obritas para títeres con los que entretenía a su hermana menor. Cuando cursaba el bachillerato en el Colegio Nacional Mariano Acosta hizo en 1986 un primer taller de teatro y después siguió haciéndolos en el Centro Cultural Ricardo Rojas. Sin dejar sus estudios de teatro empezó a cursar Química en la Universidad de Buenos Aires hasta que la dejó para dedicarse íntegramente al teatro. Estudió actuación y dramaturgia en la Escuela Municipal de Arte Dramático y Puesta en Escena con Rubén Szuchmacher y se graduó en la Carrera de Dramaturgia de la Escuela de Arte Dramático, donde estudió con Mauricio Kartun, Roberto Perinelli y Alejandro Tantanian. Otros profesores con los que estudió fueron Estudió actuación, entre otros, con Susana Rivero, Miguel Pittier, Fabio “Mosquito” Sancinetto y Marcelo Mangone.
En 1996 integró el grupo Sucesos Argentinos como presentador en espectáculos de humor negro Sutilessen del mismo grupo.
Al poco tiempo terminó de escribir Continente viril, una obra con muchas referencias personales y familiares; el personaje del oficinista lleva el apellido de un tío, el loro que canta la Marcha peronista existió realmente como mascota de un vecino, el poeta científico era el propio Acobino y las anécdotas que narra provienen de su paso por el Mariano Acosta. La obra fue varias veces premiada, se representó en festivales nacionales e internacionales, fue traducida al francés y al inglés, leída en Francia y se representó en Estados Unidos.
En 1997 estrenó Volumen I, su primer trabajo como director y coautor. En 1998 dirigió y escribió Plop! o nos vamos a pique…, cuyo estreno se produjo en la Sala Emad.
Más adelante escribió Rodando, su primera obra en colaboración con Germán Rodríguez, y Absentha. Después que Alejandro Acobino falleciera, su hermana menor María Gabriela se puso a la tarea de reunir todos sus escritos y comprobó que en el registro de Argentores figuraba la obra Enobardo pero en su computadora no se encontraba el texto, pero lo obtuvo de Mauricio Kartun, que la tenía desde un curso de dramaturgia que Alejandro había hecho en la Emad.
La obra fue estrenada en 2018 en el Teatro Nacional Cervantes.

## Valoración
De Alejandro Acobino contó el actor Osqui Guzmán, que lo había conocido alrededor de 1995 en un match de improvisación en el Centro Cultural Rojas que le sorprendió "todo lo que sabía del mundo antiguo, el esperanto, los alquimistas, mitologías, sabiduría que yo, hijo de bolivianos, unía a mi mundo de mitos. Era un ser de otra época, lo trivial se licuaba en su mente para transformarse en otra cosa…indagaba todo el tiempo y sacaba temas y era tan interesante que era imposible no empezar a debatir lo que planteaba, por insólito".

## Obras
Cuando Acobino empezó a escribir Enobarbo' (que, en un principio, iba a llamarse Aniketos) su idea inicial era se refiriera a un esclavo de Séneca que supiera leer y escribir y contara la historia de su amo. Ese punto de partida lo llevó a indagar sobre la historia de Nerón, de quien Séneca fue maestro, que pese a ser muy mal actor hacía funciones en las que encerraba al público para que no se escapara antes de terminar, y su investigación lo llevó a cambiar el rumbo de su proyecto que pasó a referirse a las últimas horas de vida de Nerón contados por ese esclavo. Nerón fue el último miembro de la familia plebeya de los Domicios Enobarbos, perteneciente a la gens Domicia y Enobarbo, que significa «barba de bronce» era el cognomen o "apellido" de Nerón. La frase inicial del personaje Atticus es “La vida es como una obra de teatro. No importa cuánto dure, lo importante es prepararle un
buen final”.

## Espectáculos en los que participó
Algunos de los espectáculos teatrales en los que participó fueron:
- Continente viril (Autor)
- Enobarbo (Autor)
- Hernanito (Autor, director)
- Absentha (Autor)
- Entrenamiento revolucionario (Supervisión dramatúrgica)
- Rodando (Autor, director, vestuarista, escenógrafo)
- Bárbara.! (La verdadera Historia) (Asistente de dramaturgia, Colaborador autoral)
- Tu Me Tues (Supervisión dramatúrgica)
- Marchita como el dia (Actor)
- Volumen I  (Coautor y director)[2]
- Plop! o nos vamos a pique…  (Autor y director)[2]

## Premios y nominaciones
Fue galardonado con diversos premios:
Edición III Festival Internacional de Buenos Aires
- Premio Germán Rozenmacher (Autor)

Premio Teatro del Mundo 2009-2010 - Trabajos Destacados
- Alejandro Acobino (Dramaturgia)
- Ana Sánchez (Dirección)
- Rodolfo Demarco / Jose Mehrez/ Fernando Migueles / Germán Rodríguez (Actores)
- Pepe Uria (Vestuario)
- Sergio Cucchiara (Iluminación)
- Luis Arancibia (Fotografía)

Premio especial Teatro del Mundo 2009-2010- Destacado entre destacados
- Alejandro Acobino (Dramaturgia)

Premios Trinidad Guevara 2010
- Alejandro Acobino, nominado al premio mejor dramaturgia

Premios Argentores a la Producción 2010
- Alejandro Acobino en la categoría obra teatral para adultos.